# Laurent Larivière
Pour les articles homonymes, voir Larivière.
Laurent Larivière, né le 14 mai 1972 à Montpellier, est un réalisateur et scénariste français.

## Biographie
Laurent Larivière a réalisé six courts-métrages.
L'Un dans l'autre (10 minutes, 1999) a été sélectionné dans huit festivals et a obtenu le Prix spécial du jury au festival de Grasse.
J'ai pris la foudre (20 minutes, 2006) a notamment obtenu le Prix Qualité 2007 du CNC et le Grand Prix du 28e Festival du film court de Villeurbanne. Le film a été diffusé sur TV5Monde en février 2010 et a fait l'objet d'une édition en DVD, à destination de jeunes pris en charge par la Protection judiciaire de la jeunesse (PJJ).
Au Bout des branches (22 minutes, 2010), écrit avec Vincent Rafis et Denis Lachaud, a été diffusé sur France 3 le 18 octobre 2010 et le 28 février 2011 dans le cadre de l'émission Libre court.
Les Larmes (26 minutes, 2010), écrit avec Olivia Rosenthal, a été diffusé sur France 2 le 12 septembre 2010 dans le cadre de l'émission Histoires Courtes. Le film explore les frontières de la fiction, du documentaire et de l'essai cinématographique. Avec un point de départ lié aux Les Parapluies de Cherbourg de Jacques Demy, Les Larmes est une réflexion sensible sur le processus d'identification au cinéma autant qu'un parcours humoristique sur les raisons pour lesquelles on pleure devant les films.
Le film a notamment été sélectionné au Festival Hors Pistes 2011 au Centre Pompidou, au FID de Marseille et au Festival Côté court de Pantin 2011.
Parallèlement au cinéma, Laurent Larivière présente régulièrement, dans le cadre de festivals littéraires ou cinématographiques, des performances avec Olivia Rosenthal : Les Larmes Chantier (au Théâtre national de la Colline, dans le cadre d'Actoral - Festival International des Arts et des Écritures contemporaines, et au Grand R - Scène nationale de la Roche-sur-Yon au cours du festival de cinéma En route vers le monde) ; La Peur (à Montévidéo - 8e festival Actoral, au TAP - Scène nationale de Poitiers, au Grand R - Scène nationale de la Roche-sur-Yon, à l'Espace 1789 à Saint-Ouen), Les Larmes (au Trident - Scène nationale de Cherbourg).
Au théâtre, il conçoit avec Vincent Rafis et Denis Lachaud un projet pluridisciplinaire qui mêle théâtre et cinéma. Le spectacle, Eldorado dit le policier est produit par le Centre Dramatique National Orléans/Loiret/Centre et la Grande Halle de la Villette. Créé du 10 au 17 mars 2011 au CDN d'Orléans, il a été repris à Paris à la Grande Halle de la Villette du 22 mars au 2 avril 2011. Pour ce projet, Laurent Larivière est lauréat de la Villa Médicis hors les murs (Résidences Culturesfrance).
En mars 2010, il est bénéficiaire avec Jean-Christophe Reymond de Kazak Productions de l'aide au programme du CNC, pour un court-métrage de fiction, Les élus de la terre.
En juin 2011, il participe avec Maylis de Kerangal, Olivia Rosenthal, Alban Lefranc, Sylvain Coher, Emmanuelle Pagano, Melvil Poupaud, Laurence Ferreira Barbosa, Joana Preiss et Pascal Bonitzer au coffret Sacha Lenoir, édité par les éditions Capricci. 5 écrivains, 5 cinéastes / 5 nouvelles et leur adaptation cinématographique.
En février 2012, il reprend la performance La Peur au Festival Hors Pistes de Beaubourg avec Louise Bourgoin.
En décembre 2012, il est bénéficiaire de l'aide à l'écriture du CNC (5e session 2012) pour son premier long-métrage, Je suis un soldat.
En novembre 2013, il réalise Tous les adultes ne sont pas méchants d'après une nouvelle d'Olivia Rosenthal, parue sous le titre Sacha s'en va (éditions Capricci, 2011). Le film est sélectionné en compétition Expérimental, Essais, Art vidéo au Festival Côté court de Pantin en 2014.
En 2014, il réalise son premier long-métrage, Je suis un soldat, sélectionné dans la section Un certain regard du festival de Cannes 2015. Le film sort en France le 18 novembre 2015.
En mai 2016, il est nommé vice-président de la commission d'aide avant réalisation à la production de films de courts-métrages au Centre national du cinéma et de l'image animée (CNC).
Il est président du Jury courts métrages du 29e Festival Premiers Plans d'Angers.
En 2017, il écrit avec François Decodts et Frédéric Mermoud, Sirius, un téléfilm unitaire issue de la Collection Onde de choc pour Arte et la TSR réalisé par Frédéric Mermoud, produit par Lionel Baier pour Bande à part.
Il participe également à l'écriture du film d'Elsa Amiel, Pearl, interprété par Julia Föry et Peter Mullan. Le film est sélectionné aux Venice Days de la Mostra de Venise 2018.
En 2018-2019, il écrit avec et pour Lionel Baier La Dérive des continents (au sud) et se consacre avec François Decodts à l'écriture de son deuxième long-métrage, A propos de Joan, lauréat de l'aide à l'écriture de l'association Beaumarchais-SACD et finaliste du Prix du Scénario (ex Sopadin).
En 2019, le film entre en financement, produit par Xavier Rigault et Marc-Antoine Robert, 2.4.7 Films.
Il est membre du Collectif 50/50 qui a pour but de promouvoir l'égalité des femmes et des hommes et la diversité sexuelle et de genre dans le cinéma et l'audiovisuel,.
En février 2022, À propos de Joan, son deuxième long-métrage, est en sélection officielle de la Berlinale 2022, dans la section Berlinale Special Gala. À cette occasion, la comédienne Isabelle Huppert y reçoit un Ours d'or d'honneur pour l'ensemble de sa carrière,.

## Filmographie

### Cinéma

#### Longs métrages

##### Réalisateur et scénariste
- 2015 : Je suis un soldat
- 2021 : À propos de Joan

##### Scénariste
- 2018 : Pearl d'Elsa Amiel
- 2022 : La Dérive des continents (au sud) de Lionel Baier

#### Courts métrages

##### Réalisateur et scénariste
- 1999 : L'Un dans l'autre, 10 min

- 2006 : J'ai pris la foudre, 20 min
- 2010 : Au bout des branches, 22 min
- 2010 : Les Larmes, 26 min, + acteur, d'après une idée originale d'Olivia Rosenthal
- 2011 : Les Élus de la terre, 30 min
- 2014 : Tous les adultes ne sont pas méchants, 26 min, d'après une nouvelle d'Olivia Rosenthal

##### Scénariste et collaborateur artistique
- 2002 : Alice de Sylvie Ballyot, 48 min

### Télévision

#### Scénariste
- 2018 : Sirius de Frédéric Mermoud (téléfilm), collection Ondes de choc (TSR / Arte). Ecrit avec François Decodts et Frédéric Mermoud

## Performances
- 2008 : Les Larmes chantier, avec Olivia Rosenthal, créée au Théâtre national de la Colline dans le cadre d'Actoral - Festival International des Arts et des Écritures contemporaines, le 16 octobre 2008 ; à la Scène nationale Le Grand R de La Roche-sur-Yon au cours du festival de cinéma En route vers le monde, le 19 octobre 2008.
- 2009-2011 : La Peur, de et avec Olivia Rosenthal et Laurent Larivière, créée au festival Actoral - Festival International des Arts et des Écritures contemporaines, le 8 octobre 2009 ; à La Spirale à Poitiers, le 3 mai 2010 ; au Grand R - Scène nationale de La Roche-sur-Yon le 15 avril 2011 ; à l'Espace 1789 à Saint-Ouen le 6 mai 2011.
- 2010-2012 : Les Larmes performance, avec Olivia Rosenthal, créée au Trident, scène nationale de Cherbourg, le 8 avril 2010 ; Lux, scène nationale de Valence, le 22 novembre 2012.
- 2012 : La Peur, d'Olivia Rosenthal et Laurent Larivière, avec Louise Bourgoin et Laurent Larivière, Festival Hors Pistes, Centre Pompidou, Paris, le 4 février 2012.

## Distinctions
- 2000 : Prix spécial du jury au Festival de Grasse pour L'Un dans l'autre
- 2004 : Premier Prix du concours de scénarios du département de l'Eure avec soutien du Moulin d'Andé-Céci pour Quinze Hivers (J'ai pris la foudre)
- 2007 : Prix Qualité du CNC (Centre National de la Cinématographie) pour J'ai pris la foudre
- 2007 : Grand Prix du 28e Festival du film court de Villeurbanne pour J'ai pris la foudre
- 2007 : Prix du meilleur scénario au Festival de Jeumont pour J'ai pris la foudre

- 2016 : Louis Lumière d'Or et Prix du Meilleur Scénario au 34e Festival du Premier Film Francophone de La Ciotat pour Je suis un soldat
- 2016 : Mention spéciale du public au Festival Colcoa de Los Angeles pour Je suis un soldat
- 2016, Prix Lumière de la presse étrangère de la meilleure image à David Chizallet pour Je suis un soldat

## Bourses et résidences
- Résidence d'écriture du CECI - Centre des Écritures Cinématographiques du Moulin d'Andé, 2006
- Villa Médicis hors les murs (Résidences Culturesfrance), 2010
- Aide à l'écriture du CNC (5e session 2012) pour Je suis un soldat
- Finaliste du Prix du Scénario (ex Sopadin) pour Joan Verra
- Lauréat de la bourse d'écriture de l'Association Beaumarchais SACD pour Joan Verra